# Nationalkommunismus
Nationalkommunismus bezeichnet eine Form marxistisch-leninistischer Gesellschaftsentwürfe.
Die marxistisch-leninistische politische Ordnung soll hierbei mit den besonderen Bedingungen eines Staates und seiner geschichtlichen Traditionen in ökonomischer und kultureller Hinsicht in Übereinstimmung gebracht werden. Der selbst nationalkommunistisch engagierte Publizist Karl Otto Paetel sieht in der deutschen Revolution von 1918, mit u. a. den Aufständen der Arbeiter in Hamburg, die Geburtsstunde des Nationalkommunismus. Der Hamburger Bund der Kommunisten, der inoffiziell eine Zeit lang die Bezeichnung Nationalkommunisten führte, wurde von Lenin in seiner Schrift Kinderkrankheiten des Kommunismus (1920) scharf kritisiert, da er innerhalb der internationalen kommunistischen Bewegung die „Hamburger Nationalbolschewisten“ strikt ablehnte.
Nach den Niederlagen von Arbeiteraufständen und -republiken (1919–1923) in den Ländern West- und Mitteleuropas begann eine Diskussion in der KPdSU zum Verhältnis zwischen den Erfordernissen der internationalen Arbeiterbewegung und der Notwendigkeit der Weltrevolution auf der einen Seite und den Erfordernissen des Aufbaus des Sozialismus und den Außenpolitischen Interessen der jungen Sowjetunion. In dieser Zeit entwickelte Stalin 1923/24 die These vom Sozialismus in einem Land. Diese kann als Bruch mit der strikten internationalistischen Ausrichtung der kommunistischen Programmatik hin zu einem Nationalkommunismus verstanden werden.
1945/46 entwickelten kommunistische Parteien, wo sie an die Macht gelangt waren, eine Anschauung des nationalen Sonderwegs zum Kommunismus, wie in Jugoslawien, Albanien, China und Nordkorea. Die Führung in Moskau bekämpfte andere Versionen stalinistischer oder nationalkommunistischer Politik nicht aus ideologischen Gründen, sondern zur Verteidigung der eigenen Hegemonie.
Nach dem Tod Stalins 1953 gingen nationalkommunistische Vorstellungen zunehmend mit reformkommunistischen Ideen einher. Die Sowjetunion versuchte, die ideologische Einheit der kommunistischen Bewegung zu halten, und setzte sie besonders im Ostblock teilweise gewaltsam durch. Hervorzuheben sind hier die Niederschlagung des Aufstands in Ungarn 1956 und des Prager Frühlings 1968. Die Politik der Perestroika unter der Regierung Michail Gorbatschows ab 1985 mit Verwerfung der Breschnew-Doktrin führte zur Einflusslosigkeit national- und reformkommunistischer Ideen. Stattdessen führte sie durch Voranschreiten der Demokratisierung zum Ende der kommunistischen Herrschaft.

## Weiterführende Literatur
- Ernst Rheinländer: Der Nationalkommunismus. Eine praktisch-wissenschaftliche Studie über die nationale Planwirtschaft. Karlsruhe 1932